# Racecorp
Racecorp Limited war ein britischer Hersteller von Automobilen.

## Unternehmensgeschichte
Das Ehepaar Jeff und Bev Amos stammte aus Australien. 1990 gründeten sie das Unternehmen in Chinnor in der Grafschaft Oxfordshire. Sie begannen mit der Produktion von Automobilen und Kits. Ihr Sohn Steve unterstützte sie dabei. Der Markenname lautete Racecorp. 1993 endete die Produktion. Insgesamt entstanden etwa zwölf Exemplare. Eldon Autokits setzte die Produktion unter eigenem Markennamen fort.

## Fahrzeuge
Im Angebot standen die Modelle LA und LAi, die sich nur geringfügig in der Radaufhängung unterschieden. Sie waren vom Lotus Seven inspiriert. Roger Wimmey hatte das Fahrgestell in Form eines Spaceframe-Rohrrahmens entworfen. Darauf wurde eine offene zweisitzige Karosserie montiert. Verschiedene Motoren von Fiat und Ford sowie Wankelmotoren von Mazda trieben die Fahrzeuge an.